# سانتاننا دالفائدو
سانتاننا دالفائدو (به ایتالیایی: Sant'Anna d'Alfaedo) یک کومونه در ایتالیا است که در استان ورونا واقع شده‌است. سانتاننا دالفائدو ۴۳٫۷ کیلومتر مربع مساحت و ۲٬۵۴۴ نفر جمعیت دارد و ۹۳۹ متر بالاتر از سطح دریا واقع شده‌است.